# Choerophryne rostellifer
Espèce
Synonymes
- Copiula rostellifer Wandolleck, 1911 "1910"

Statut de conservation UICN

 LC  : Préoccupation mineure
Choerophryne rostellifer est une espèce d'amphibiens de la famille des Microhylidae.

## Répartition

Aire de répartition de Choerophryne rostellifer.

Cette espèce est endémique de Papouasie-Nouvelle-Guinée. Elle se rencontre entre 200 et 1 000 m d'altitude dans les monts Adelbert, les monts Bewani, les monts Torricelli, les monts Hunstein et les Star mountains. Sa présence est incertaine sur le territoire indonésien de la Nouvelle-Guinée.

## Publication originale
- Wandolleck, 1911 "1910" : Die Amphibien und Reptilien der papuanischen Ausbeute Dr. Schlaginhaufens. Abhandlungen und Berichte des Zoologischen und Anthropologisch-Ethnographischen Museums zu Dresden, vol. 13, no 6, p. 1-15 (texte intégral).